# Apospasta townsendi
Apospasta townsendi är en fjärilsart som beskrevs av Fletcher 1961. Apospasta townsendi ingår i släktet Apospasta och familjen nattflyn. Inga underarter finns listade i Catalogue of Life.